# Ashley Tisdale
Ashley Michelle Tisdale (n. 2 iulie 1985, Ocean Township⁠(d), New Jersey, SUA) este o cântăreață, actriță și producătoare de televiziune americană. Primul ei rol important l-a avut în 2005, când a interpretat rolul Maddie Fitzpatrick în serialul Disney The Suite Life of Zack & Cody. Pe plan muzical, artista a debutat simultan cu două piese, „What I've Been Looking For” și „Bop to the Top”, devenind prima cântăreață care la debut a avut două piese în Billboard Hot 100. În 2006 a jucat în filmul High School Musical ca „Sharpay Evans”. În 2011 a jucat în filmul Sharpay's Fabulous Adventure („Minunata aventură a lui Sharpay”).

## Biografie
Ashley Michelle Tisdale s-a născut în Monmouth County, New Jersey, pe 2 iulie 1985, în familia lui Michael Tisdale și Lisa Morris. Tatăl său este creștin, iar mama sa este de religie iudaică; Ashley a fost crescută „în ambele religii câte puțin”. Sora sa mai mare, Jennifer, este actriță și producător. Ea mai este înrudită și cu omul de afaceri Ron Popeil pe linie maternă. La vârsta de trei ani, Ashley l-a întâlnit pe managerul său, Bill Perlman, la un mall din New Jersey. El a trimis-o la diferite audiții pentru reclame, și Ashley a apărut apoi în peste 100 de reclame la rețeaua TV națională ca copil. Ea și-a început cariera teatrală făcându-și apariția în Gypsy: A Musical Fable și The Sound of Music la Jewish Community Center din Monmouth County.
Tisdale avea opt ani când a fost selectată să joace rolul lui Cosette în musicalul Les Misérables, și a luat o singură lecție de muzică înainte de a intra în rol. Tisdale a mers în turnee doi ani cu Les Misérables înainte de a primi un nor rol în producția musicalului Annie în Coreea. La vârsta de 12 ani ea a cântat pentru președintele Bill Clinton la un eveniment de la Casa Albă. La sfârșitul anilor 1990–începutul anilor 2000, după ce s-a mutat cu familia la Los Angeles, California, Ashley a avut parte de roluri minore în producții de televiziune, printre care The Hughleys, Smart Guy, 7th Heaven, Boston Public și Bette; a apărut în filmele artistice A Bug's Life și Donnie Darko; și a lucrat ca model pentru Ford Models. Pentru rolul lui Carol Prader din Boston Public, în anul 2000 ea a obținut o nominalizare Young Artist Award pentru "Best Guest Performance In a TV drama".

## Discografie
Albume:

### 2007: Headstrong
Albumul de succes a fost lansat pe 6 februarie 2007. Primul single al acestui album a fost "Intro", secondat de "Be Good to Me".
- 1.	"Intro"	Jack D. Elliot	1:09
- 2.	"So Much for You"	Adam Longlands, Lauren Christy, Scott Spock, Graham Edwards	3:05
- 3.	"He Said She Said"	Jonathan Rotem, Evan "Kidd" Bogart, Ryan Tedder	3:08
- 4.	"Be Good to Me" (featuring David Jassy)	Kara DioGuardi, David Jassy, Joacim Persson, Niclas Molinder	3:33
- 5.	"Not Like That"	Ashley Tisdale, Joacim Persson, Niclas Molinder, Pelle Ankarberg, David Jassy	3:01
- 6.	"Unlove You"	Guy Roche, Shelly Peiken, Sarah Hudson	3:29
- 7.	"Positivity"	Guy Roche, Shelly Peiken, Samantha Jade	3:44
- 8.	"Love Me for Me"	Diane Warren	3:45
- 9.	"Goin' Crazy" (Sandy Moelling cover)	Joacim Persson, Niclas Molinder, Pelle Ankarberg, Celetia Martin	3:09
- 10.	"Over It"	Ashley Tisdale, Bryan Todd, Michael Smith	2:54
- 11.	"Don't Touch (The Zoom Song)" (Tata Young cover)	Adam Anders, Nikki Hassman, Rasmus Bille Bahncke, Rene Tromborg	3:11
- 12.	"We'll Be Together"	Shelly Peiken	4:00
- 13.	"Headstrong"	Adam Longlands, Lauren Christy, Scott Spock, Graham Edwards	3:11
- 14.	"Suddenly"	Ashley Tisdale, Janice Robinson	3:39

### Bonus Tracks
Albumul a contat și cu trei bonus track exclusive, availabile doar în magazinul on-line iTunes și la Wal-Mart.
1. I Will Be Me (iTunes & Target Bonus Track)
2. It's Life (Wal-Mart Downloads Bonus Track)
3. Who I Am (Wal-Mart Downloads Bonus Track)

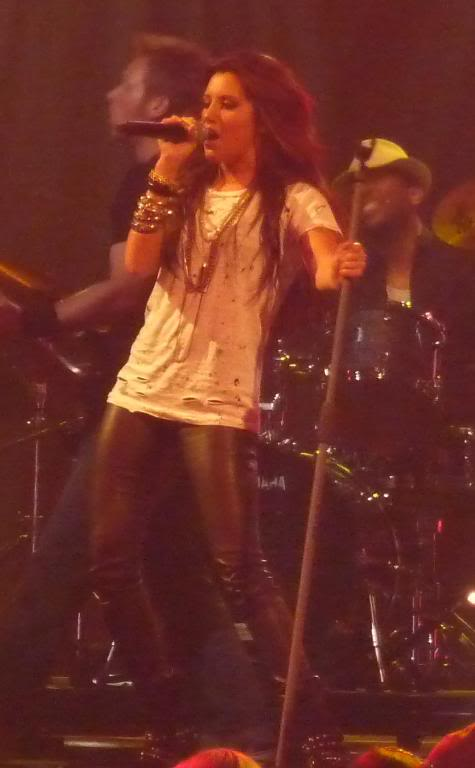
Ashley Tisdale cântând "It's Alright It's Ok" in Cometa Awards, Germania

### 2009:Guilty Pleasure
Al doilea album urmează a fi lansat în Statele Unite, pe 16 iunie 2009.
- 1.	"Acting Out" (Ashley Tisdale, Niclas Molinder, Joacim Persson, Johan Alkenäs, Steve McMorran, David Jassy)	3:47
- 2.	"It's Alright, It's OK" (Niclas Molinder, Joacim Persson, David Jassy, Johan Alkenäs)	2:59
- 3.	"Masquerade" (Leah Haywood, Daniel James, Shelly Peiken)	2:56
- 4.	"Overrated" (Tisdale, Niclas Molinder, Joacim Persson, Johan Alkenäs, Charlie Masson)	3:40
- 5.	"Hot Mess" (Oak, Heather Bright)	3:26
- 6.	"How Do You Love Someone" (Billy Steinberg, Josh Alexander, Alaina Beaton)	3:28
- 7.	"Tell Me Lies" (J. Cates, Emanuel Kiriakou, Frankie Storm)	3:38
- 8.	"What If" (Tisdale, Kara DioGuardi, Niclas Molinder, Joacim Persson, Nick Paul, Johan Alkenäs)	4:23
- 9.	"Erase and Rewind" (Niclas Molinder, Joacim Persson, Johan Fransson, Tim Larsson, Tobias Lundgren)	3:25
- 10.	"Hair" (Warren Felder, Andrew "Papa Justifi" Wansel, Chasity Nwagbara)	3:10
- 11.	"Delete You" (Diane Warren)	3:33
- 12.	"Me Without You" (Ashley Tisdale, Lindsay Robins, Toby Gad)	4:09
- 13.	"Crank It Up" (Niclas Molinder, Joacim Persson, Johan Alkenäs, David Jassy)	3:01
- 14.	"Switch (From the motion picture Aliens in the Attic)" (K. Akhurst, Vince Pizzinga)

## Filmografie
- An All Dogs Christmas Carol (1998)
- A Bug's Life (1998)
- Donnie Darko (2001)
- The Mayor of Oyster Bay (2002)
- Grounded for Life (2001)
- High School Musical (2006)
- Whisper of the Heart (2006)
- High School Musical 2 (2007)
- Bring It On: In It to Win It (2007)
- Picture This (2008)
- High School Musical 3: Senior Year (2008)
- Aliens in the Attic (2009)
- Sharpay's Fabulous Adventure (2011)
- Phineas and Ferb: Across the 2nd Dimension (2011)
- Scary Movie 5 (2013)
- Saving Santa (2013)
- Hellcats (2010)
- Birds of Paradise (2014)[19]
- Playing It Cool (2014)[20]
- Drive, She Said (2015)
- Charming (2016)

## Premii și nominalizări
| An   | Premiu                                     | Categorie                                     | lucrare                                                        | Rezultat     | Ref.   |
| ---- | ------------------------------------------ | --------------------------------------------- | -------------------------------------------------------------- | ------------ | ------ |
| 2000 | Young Artist Award                         | Best Performance in a Television Drama Series | Boston Public                                                  | Nominalizare | [ 18 ] |
| 2006 | Billboard Music Awards                     | Soundtrack Album of the Year                  | High School Musical (shared with cast)                         | Câștigat     | [ 21 ] |
| 2006 | Billboard Music Awards                     | Album of the Year                             | High School Musical (shared with cast)                         | Nominalizare | [ 21 ] |
| 2006 | American Music Awards                      | Best Pop Album                                | High School Musical (shared with cast)                         | Nominalizare | [ 22 ] |
| 2006 | Primetime Emmy Awards                      | Outstanding Children's Program                | High School Musical (shared with cast and crew)                | Câștigat     | [ 23 ] |
| 2007 | Nickelodeon UK Kids' Choice Awards         | Best TV Actress                               | The Suite Life of Zack & Cody                                  | Câștigat     | [ 24 ] |
| 2007 | Premios Oye!                               | International Breakthrough Artist             | Headstrong                                                     | Nominalizare | [ 25 ] |
| 2007 | American Music Awards                      | Soundtrack Favorite Album                     | High School Musical 2 (shared with cast)                       | Câștigat     | [ 26 ] |
| 2008 | Nickelodeon Australian Kids' Choice Awards | Fave International TV Star                    | The Suite Life of Zack & Cody                                  | Nominalizare | [ 27 ] |
| 2009 | MTV Movie Awards                           | Breakthrough Performance Female               | High School Musical 3: Senior Year                             | Câștigat     | [ 27 ] |
| 2009 | Teen Choice Awards                         | Choice Best Actress: Music/Dance              | High School Musical 3: Senior Year                             | Nominalizare | [ 28 ] |
| 2009 | Teen Choice Awards                         | Summer: Movie Star-Female                     | Aliens in the Attic                                            | Nominalizare | [ 28 ] |
| 2009 | Teen Choice Awards                         | Choice: Movie Music/Dance                     | High School Musical 3: Senior Year (shared with cast and crew) | Câștigat     | [ 28 ] |
| 2009 | Los Premios MTV Latinoamérica              | Best New International Artist                 | Guilty Pleasure                                                | Nominalizare | [ 29 ] |
| 2014 | Daytime Emmy Awards                        | Outstanding Performer in an Animated Program  | Sabrina: Secrets of a Teenage Witch                            | Nominalizare | [ 30 ] |
| 2014 | Young Hollywood Awards                     | Social Media Superstar                        | Herself                                                        | Câștigat     | [ 31 ] |
| 2015 | Teen Choice Awards                         | Choice TV: Scene Stealer                      | Young and Hungry                                               | Nominalizare | [ 32 ] |